# 加巴斯通
加巴斯通（法語：Gabaston，法語發音：[ɡabastɔ̃]）是法国大西洋比利牛斯省的一个市镇，位于该省东部偏北，属于波城区。

## 地理
加巴斯通（43°21'36"N, 0°12'30"W）面积12.73 平方千米，位于法国新阿基坦大区大西洋比利牛斯省，该省份为法国东南部省份，涵盖了贝阿恩与北巴斯克，西临大西洋比斯開灣，北至朗德省，东北接热尔省，东临上比利牛斯省，南与西班牙接壤。
与加巴斯通接壤的市镇（或旧市镇、城区）包括：埃斯佩谢德、伊盖尔-苏伊、莫尔拉斯、乌永、圣雅姆、圣洛朗-布列塔尼、塞泽尔。

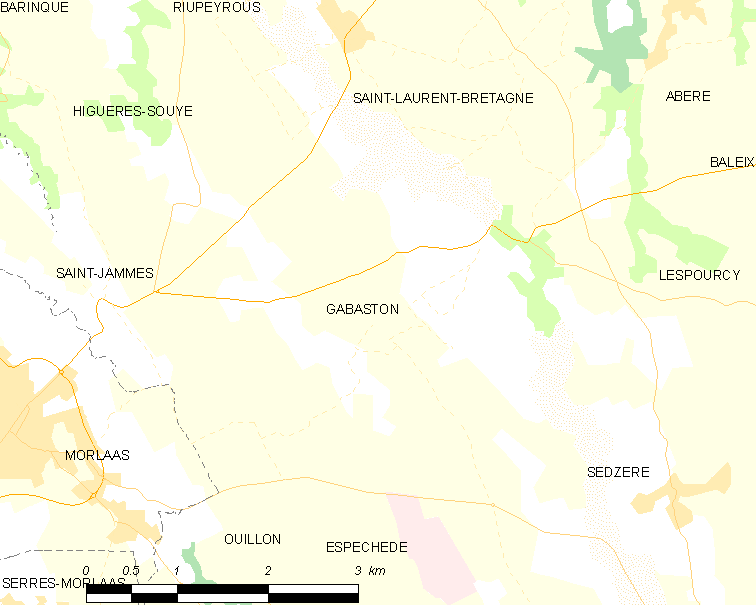
加巴斯通的OSM定位图

加巴斯通的时区为UTC+01:00、UTC+02:00（夏令时）。

## 行政
加巴斯通的邮政编码为64160，INSEE市镇编码为64227。

## 政治
加巴斯通所属的省级选区为莫尔拉斯与蒙塔内雷斯地区县。

## 人口

1962-2008年间加巴斯通人口变化图示

加巴斯通于2022年1月1日时的人口数量为676人。